# Niccane Sinaj
Niccane Sinaj (hebr. ניצני סיני) nazywana także Kadesz Barnea (hebr. קדש ברנע) – wieś położona w samorządzie regionu Ramat ha-Negew, w Dystrykcie Południowym, w Izraelu.
Leży w środkowej części pustyni Negew, w otoczeniu moszawów Be’er Milka i Kemehin, oraz wioski Niccana. Na zachód od wioski przebiega granica z Egiptem, a na południu znajduje się Przejście graniczne Niccana.

## Historia
Osadę założono w 1980. Nazwa wioski nawiązuje do sąsiedniej osady Niccana i pobliskiego półwyspu Synaj. Natomiast druga nazwa wioski nawiązuje do miejsca Kadesz-Barnea, w którym według informacji biblijnej z Księgi Liczb, obozowali Izraelici w czasie wędrówki z Egiptu do Ziemi Obiecanej pod dowództwem Mojżesza.

## Kultura i sport
W wiosce jest ośrodek kultury oraz basen kąpielowy.

## Gospodarka
Gospodarka wioski opiera się na uprawach w szklarniach (m.in. pomidory) i uprawach winorośli. Firma Desert Green West Ltd. zajmuje się sortowaniem, pakowaniem i przechowywaniem warzyw w chłodniach.

## Komunikacja
Z wioski wyjeżdża się na zachód na drogę ekspresową nr 10  (Kerem Szalom–Owda). Lokalna droga prowadząca na południe dojeżdża do drogi nr 211 , którą jadąc na wschód dojeżdża się do wioski Niccana. Lokalna droga prowadząca na wschód dojeżdża do moszawu Kemehin.